# Algrange
Algrange (Duits: Algringen) is een gemeente in het Franse departement Moselle (regio Grand Est). Algrange telde op 1 januari 2022 5.928 inwoners.
De plaats maakte deel uit van het arrondissement Thionville-Ouest tot dat op 22 maart 2015 fuseerde met het arrondissement Thionville-Est tot het huidige arrondissement Thionville.

## Geografie
De oppervlakte van Algrange bedroeg op 1 januari 2022 6,96 vierkante kilometer; de bevolkingsdichtheid was toen 851,7 inwoners per km².

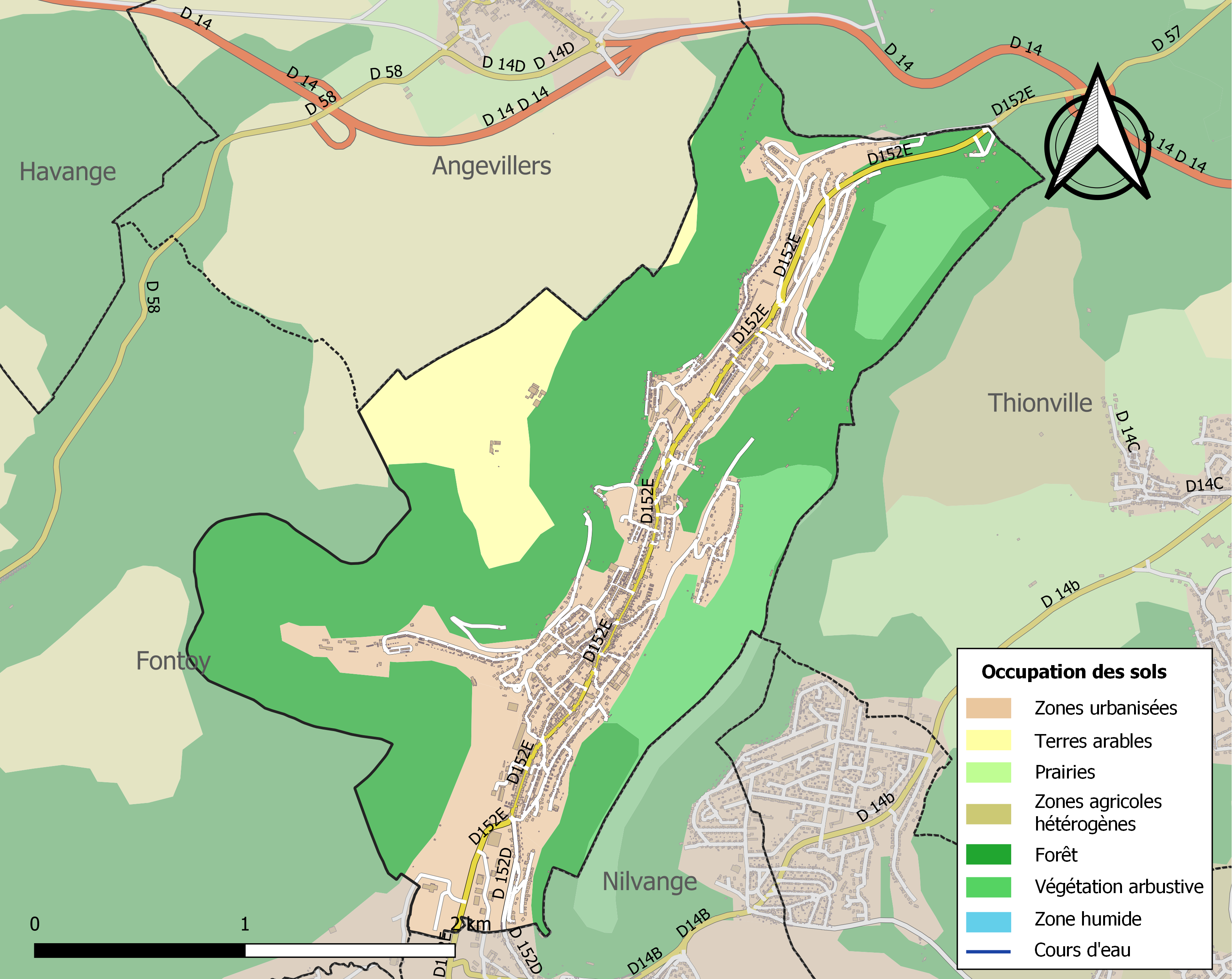
Kaart van de gemeente met de belangrijkste infrastructuur, bodemgebruik en omliggende gemeenten

## Demografie
Onderstaande figuur toont het verloop van het inwonertal (bron: INSEE-tellingen).

## Geboren
- Philippe Hinschberger (1959), Frans voetballer en voetbalcoach